# Astronia
Astronia é um género botânico pertencente à família Melastomataceae.